# Chad Hunt
Chad Hunt, né le 31 janvier 1973 à Wadsworth (Ohio), est un acteur américain de pornographie gay.

## Biographie
Né de parents américano-croates, Chad Hunt a été marié à son amourette de lycée pendant quatre ans avant de divorcer en 1996. 
Sa carrière dans les films pornographiques commence en 2000, carrière interrompue en 2004. En 2005, il signe un contrat de deux ans avec Lucas Entertainment (en) pour jouer dans les films de cette compagnie et pour en réaliser en 2007. Cependant, à la suite d'une brouille avec Michael Lucas concernant ce que Hunt considérait comme une humiliation publique, le contrat fut annulé. L'acteur-réalisateur et la maison de production se sont réconciliés depuis et ont repris leur collaboration.[réf. nécessaire]
Il fait partie des trente stars du porno photographiées dans le film documentaire Thinking XXX, diffusé sur HBO en 2004. Son pénis mesure 28 centimètres en érection. Il joue en tant qu'actif.

## Vidéographie
- 2000 : Top To Bottom
- 2000 : Fire Island Cruising
- 2000 : Cockpit
- 2001 : In Gear
- 2001 : Shock
- 2001 : Shock 2
- 2001 : Ready For More
- 2001 : Fire Island Cruising 2
- 2001 : Sex Sessions
- 2001 : Cockwatch
- 2002 : Oral Exams
- 2002 : The Back Row
- 2002 : Deep South
- 2002 : Glory Holes of New York
- 2002 : Vengeance
- 2002 : Cockpit 2
- 2002 : Boy Band
- 2002 : Lickity Split
- 2003 : Detention
- 2003 : Aftershock 2
- 2003 : Hunt And Plunge
- 2003 : Vengeance 2
- 2003 : Monster Meat
- 2003 : Canvas
- 2004 : Kept
- 2004 : Lost
- 2004 : Sexual Urban Legends
- 2005 : The Other Side Of Aspen 5
- 2005 : Deception
- 2005 : Deception 2
- 2006 : Encounters 3
- 2006 : Velvet mafia 1
- 2006 : Velvet mafia 2
- 2007 : The Bigger the Better
- 2007 : La Dolce Vita
- 2007 : Encounters 4
- 2007 : Trouser Trout Part
- 2007 : Hustle And Cruise
- 2007 : Drifter
- 2007 : Pack Attack 3
- 2007 : The Bigger The Better
- 2007 : Link: The Evolution
- 2007 : Dante
- 2008 : Measure Up
- 2008 : Unknown Ghost Of A Chance
- 2008 : Cruisin' Grounds
- 2008 : Mug Shots
- 2009 : Jett Blakk's Endgame
- 2010 : Blow In My Face
- 2010 : Fisting Feast
- 2011 : Big Dick Movie
- 2011 : Whoppers
- 2011 : Golden Gushers
- 2012 : Only Cum
- 2012 : Link Orgies

## Récompenses
- 2001 : GayVN Awards - Best Threesome - Vengeance avec Erik Martins et Carlos Morales[2]
- 2001 : GayVN Awards - Best Group Scene - The Other Side Of Aspen 5 (Living Room Orgy)[3]
- 2002 : Adult Erotic Gay Video Awards - Best Three-Way Sex Scene - Vengeance avec Erik Martins et Carlos Morales[4]
- 2002 : Adult Erotic Gay Video Awards - Best Performer (tied with Michael Brandon)[4]
- 2002 : GayVN Awards - Best Group Scene - Deep South: The Big and the Easy[5]
- 2003 : Adult Erotic Gay Video Awards - Best Group Scene - Deep South: The Big and the Easy[6]
- 2003 : Adult Erotic Gay Video Awards - Best Supporting Actor - Oral Exams[6]
- 2003 : GayVN Awards - Best Oral Scene - Oral Exams with cast members
- 2004 : Adult Erotic Gay Video Awards - Best Duo Sex Scene - Detention avec Tag Adams[7]
- 2004 : Adult Erotic Gay Video Awards - Best Group Scene - Detention with cast members[7]
- 2004 : Adult Erotic Gay Video Awards - Hottest Cock[7]
- 2004 : GayVN Awards - Best Sex Scene - Detention avec Tag Adams[8]
- 2004 : GayVN Awards - Best Group Scene - Detention with cast members[8]
- 2006 : Adult Erotic Gay Video Awards - Wall Of Fame[9]